# Fipurga crassa
Fipurga crassa är en insektsart som beskrevs av Sjöstedt 1921. Fipurga crassa ingår i släktet Fipurga och familjen gräshoppor. Inga underarter finns listade i Catalogue of Life.